# Ventilación cruzada
Ventilación cruzada es un concepto utilizado por la Arquitectura bioclimática, para definir un modo de ventilación de los edificios.
Para esto y dependiendo de cada sitio y de la hora del día hay vientos característicos que generan zonas de alta presión a sotavento y baja presión a barlovento. Esto implica favorecer una ventilación que de estar abiertas las ventanas y puertas interiores de los locales barra de forma lo más homogénea posible todos los locales de un edificio o vivienda.
En la bibliografía de referencia especialistas como Givoni, Izard y Guyot o Olgyay lo recomiendan para zonas climáticas templadas cálidas húmedas a tropicales húmedas como una estrategia de refrescamiento pasivo de los edificios.
Esta estrategia debe utilizarse con la combinación de ambientes sombreados y una envolvente (muros y techos) cuya temperatura superficial sea semejante a la temperatura ambiente. Caso contrario y por insuficiente aislamiento térmico pueden estar varios grados por sobre la temperatura ambiente implicando una emisión de calor en el infrarrojo que reduce el Confort higrotérmico.
Así la posibilidad de ventilar los locales a lo largo del día funcionará mientras la temperatura exterior no supere los 30 a 34 °C con una humedad relativa de 70 a 90%. Fuera de estos rangos la estrategia de ventilación cruzada pierde eficacia.

## Zona confort
Según el climograma de Givoni la zona de confort con ventilación cruzada se define con un ambiente a la sombra, una velocidad de viento cercana a 1,5 m/s, temperatura de bulbo seco entre 20 a 32 °C y humedad relativa entre 20 y 95%. Esto con una restricción en el triángulo formado por temp: 32 °C, HR: 50%; temp: 32 °C, HR: 95% y temp: 27 °C, HR: 95%.

## El efecto de la masa térmica
En general la bibliografía asocia esta estrategia con sistemas constructivos livianos con masa térmica baja, que se logra con muros y techos con peso entre 15 a 100 kg/m². Estudios recientes muestran que pueden lograrse un mejor comportamiento en climas cálidos y húmedos con temperaturas exteriores que no superen los 35 °C; con una combinación entre masa térmica interior y aislamiento térmico liviano exterior. La masa térmica con muros o techos con peso entre 200 a 400 kg/m² y transmitancia térmica "K" o "U" (según países) entre 0,5 a 0,7 W/m².K.
En estos casos la estrategia funciona mejor aprovechando la mínima diferencia de entalpía entre el día y la noche ventilando preferentemente cuando cae el sol y acompañado de una chimenea solar para favorecer la ventilación convectiva por diferencia de temperaturas.